# Енлоу (Пенсільванія)
Енлоу (англ. Enlow) — переписна місцевість (CDP) в США, в окрузі Аллегені штату Пенсільванія. Населення — 1138 осіб (2020).

## Географія
Енлоу розташований за координатами 40°27′7″ пн. ш. 80°13′56″ зх. д. / 40.45194° пн. ш. 80.23222° зх. д. (40.452002, -80.232276).  За даними Бюро перепису населення США в 2010 році переписна місцевість мала площу 1,75 км², уся площа — суходіл. В 2017 році площа становила 1,87 км², уся площа — суходіл.

## Демографія
Згідно з переписом 2010 року, у переписній місцевості мешкало 1013 осіб у 466 домогосподарствах у складі 284 родин. Густота населення становила 580 осіб/км².  Було 514 помешкання (294/км²).
Расовий склад населення:
| - 96,2 % — білих - 1,2 % — азіатів - 1,1 % — чорних або афроамериканців - 0,3 % — вихідців з тихоокеанських островів |

До двох чи більше рас належало 1,1 %. Частка іспаномовних становила 0,9 % від усіх жителів.
За віковим діапазоном населення розподілялося таким чином: 17,3 % — особи молодші 18 років, 67,1 % — особи у віці 18—64 років, 15,6 % — особи у віці 65 років та старші. Медіана віку мешканця становила 45,2 року. На 100 осіб жіночої статі у переписній місцевості припадало 96,3 чоловіків;  на 100 жінок у віці від 18 років та старших — 90,9 чоловіків також старших 18 років.
Середній дохід на одне домашнє господарство  становив 55 463 долари США (медіана — 37 262), а середній дохід на одну сім'ю — 64 978 доларів (медіана — 67 560). За межею бідності перебувало 13,7 % осіб, у тому числі 14,2 % дітей у віці до 18 років та 24,7 % осіб у віці 65 років та старших.
Цивільне працевлаштоване населення становило 628 осіб. Основні галузі зайнятості: транспорт — 19,6 %, освіта, охорона здоров'я та соціальна допомога — 17,2 %, роздрібна торгівля — 16,7 %.